# Giersch
Gewöhnlicher Giersch (Aegopodium podagraria) ist eine Pflanzenart aus der Gattung Aegopodium in der Familie der Doldenblütler (Apiaceae). Sie ist die einzige in Europa vorkommende Aegopodium-Art. Giersch gilt allgemein als Unkraut; er wuchert und lässt sich wegen seiner unterirdischen Triebe nur schwer bekämpfen. Andererseits ist Giersch als Wildgemüse genießbar.

## Beschreibung

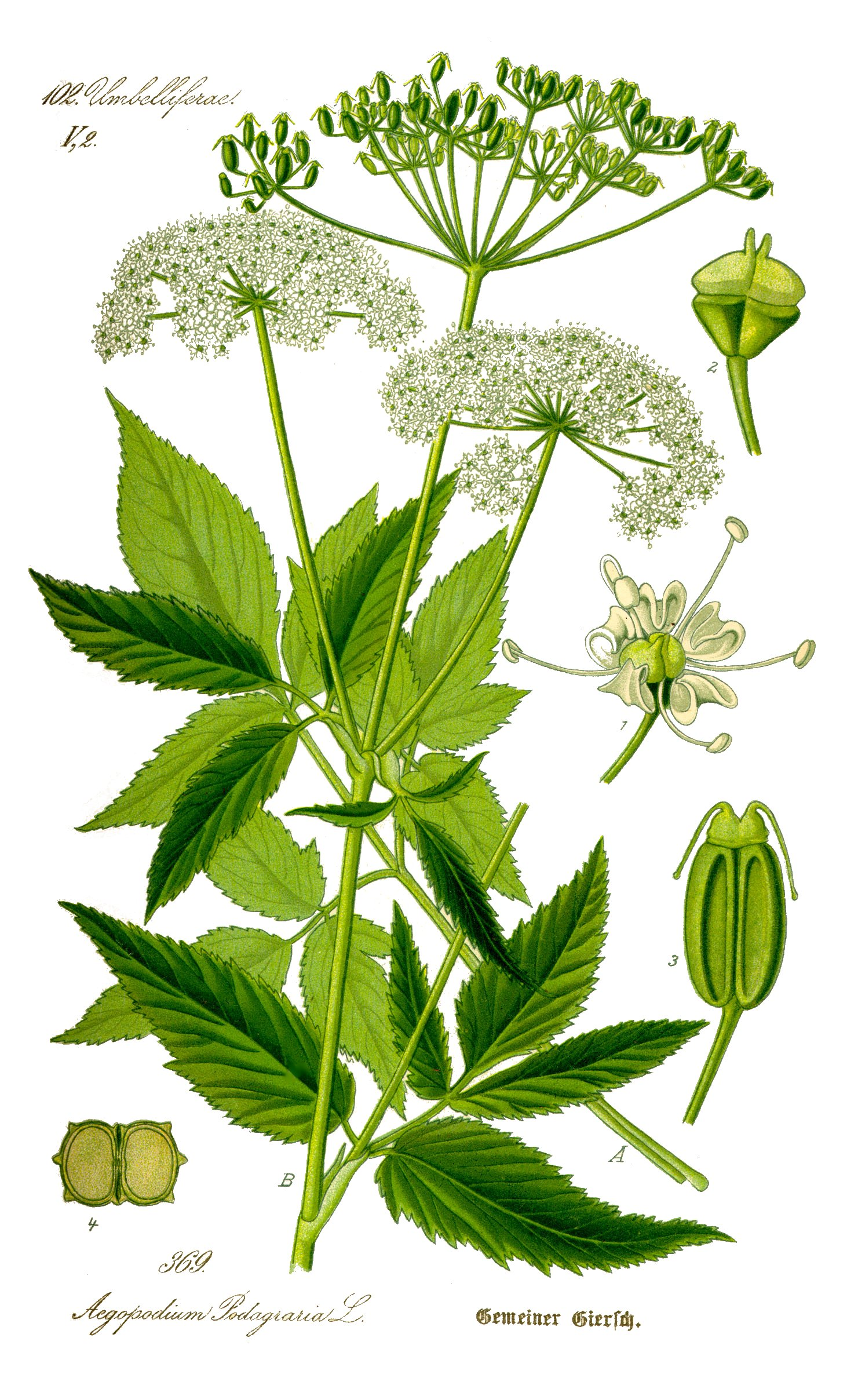
Illustration von Otto Wilhelm Thomé

### Vegetative Merkmale
Der Giersch wächst als ausdauernde krautige Pflanze und erreicht Wuchshöhen von 30 bis 100 Zentimeter. Da der Giersch aus einem stark wuchernden Rhizom entspringt, können die Ausläufer Kolonien bilden. Der Stängel ist kennzeichnend kantig-gefurcht, im unteren Teil kahl, im oberen Teil aber von kurzen, meist abstehenden, spitz kegelförmigen Haaren fein borstlich flaumig, was nur mit einer Lupe zu erkennen ist.
Die wechselständig am Stängel angeordneten Laubblätter sind in Blattstiel und Blattspreite gegliedert. Der Blattstiel hat im Querschnitt eine dreieckige Form mit fast ebenen Seitenflächen. Die Blattspreite ist doppelt dreizählig oder zweifach gefiedert. Die Fiederblätter sind eiförmig-länglich, zugespitzt und besitzen einen ungleich einfach bis doppelt gesägten Rand mit grannertig bespitzten Sägezähnen. Die Fiederabschnitte letzter Ordnung sind im Durchschnitt etwa 6 Zentimeter lang und 3,5 Zentimeter breit.
Die Fiedern 1. Ordnung sind oft nur zweispaltig. Die oberen Stängelblätter haben bauchig erweiterte Blattscheiden und sind sitzend. Die obersten Stängelblätter können sogar ungeteilt sein.

### Generative Merkmale
Der doppeldoldige Blütenstand ist flach und 12- bis 25-strahlig. Es fehlen sowohl Hüllblätter als auch die Hüllchenblätter. Die Doldenstrahlen sind etwa gleich lang. Die unscheinbaren, weißen Blüten sind fünfzählig und teils zwittrig, teils männlich. Die einzelnen Blüten sind etwa drei Millimeter groß. Die Blütezeit reicht meist von Juni bis Juli. Die Kronblätter sind etwa 1,5 Millimeter lang, verkehrt herzförmig, an der Spitze zweilappig ausgerandet mit einem spitzen, eingeschlagenen, etwa bis zum unteren Drittel des Kronblatts reichenden Läppchen. Das Griffelpolster ist unten berandet, seine Hälften sind kegelförmig gewölbt und in die Griffel verschmälert.
Die Griffel sind später verlängert bis zu einer Länge von 1,5 bis 2,5 Millimetern. Die ungeflügelte, kümmelähnliche, zweiteilige Spaltfrucht, Doppelachäne genannt, ist bei einer Länge von 3 bis 4 Millimetern eiförmig; sie ist hell-bräunlich bis dunkelbraun mit strohgelben Rippen.
Die Chromosomenzahl beträgt 2n = 42, 44 oder 22.

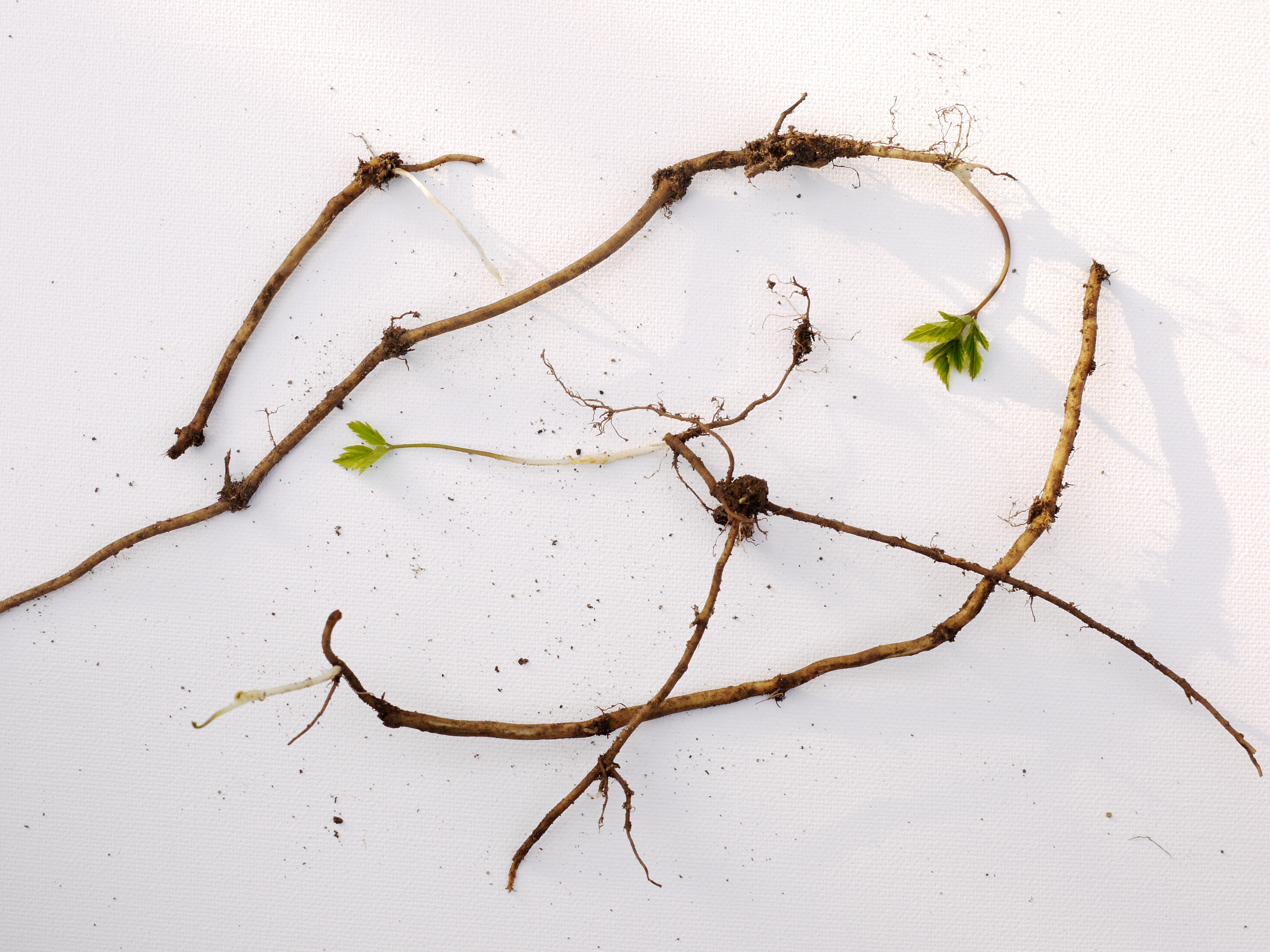
Rhizome mit Neuaustrieben
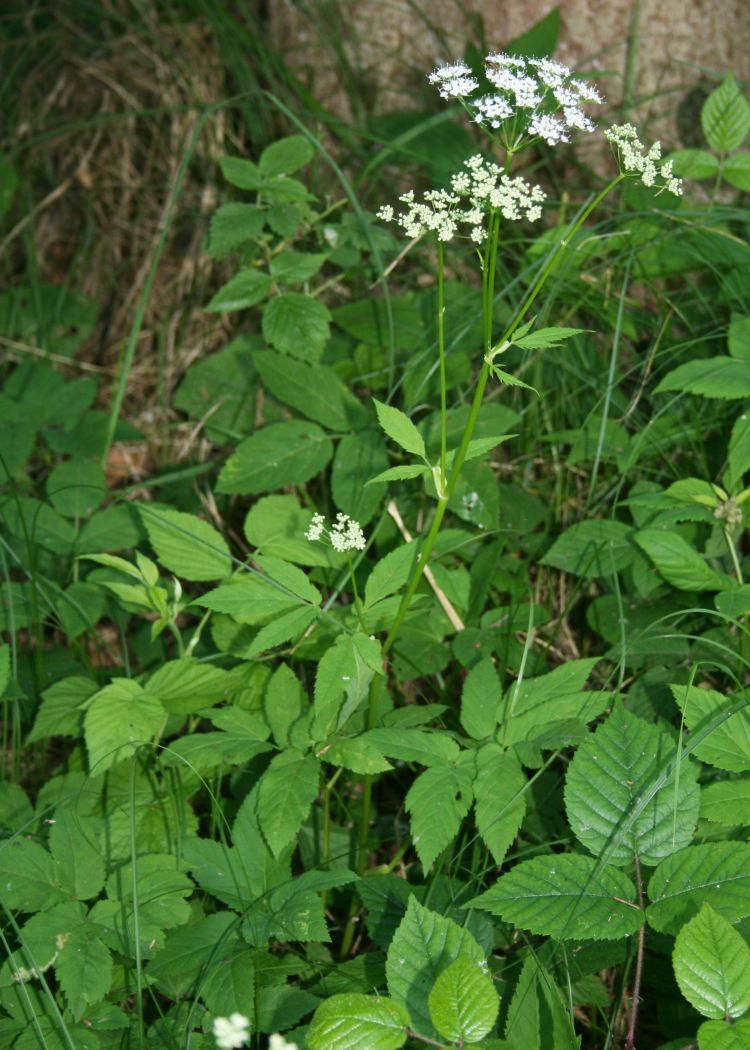
Habitus
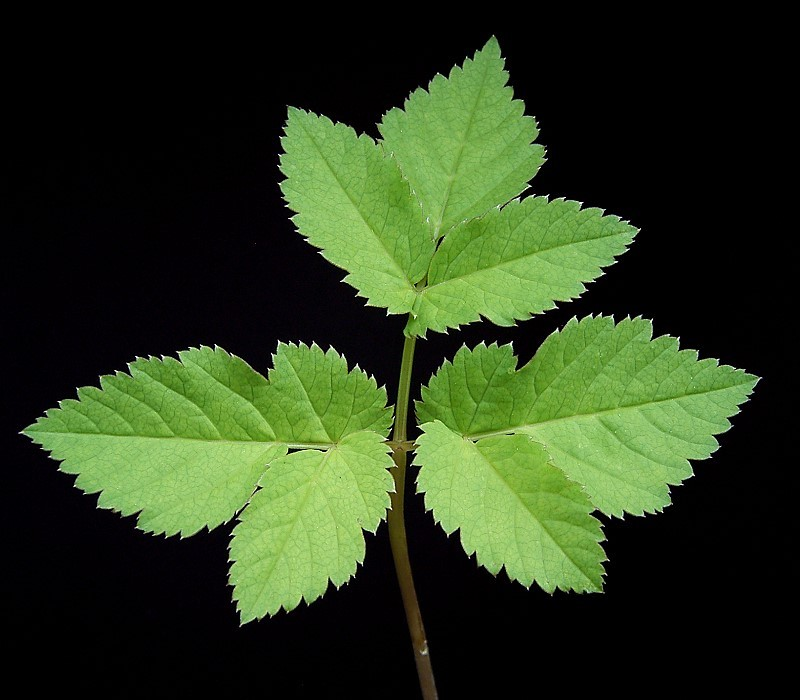
Gefiedertes Laubblatt
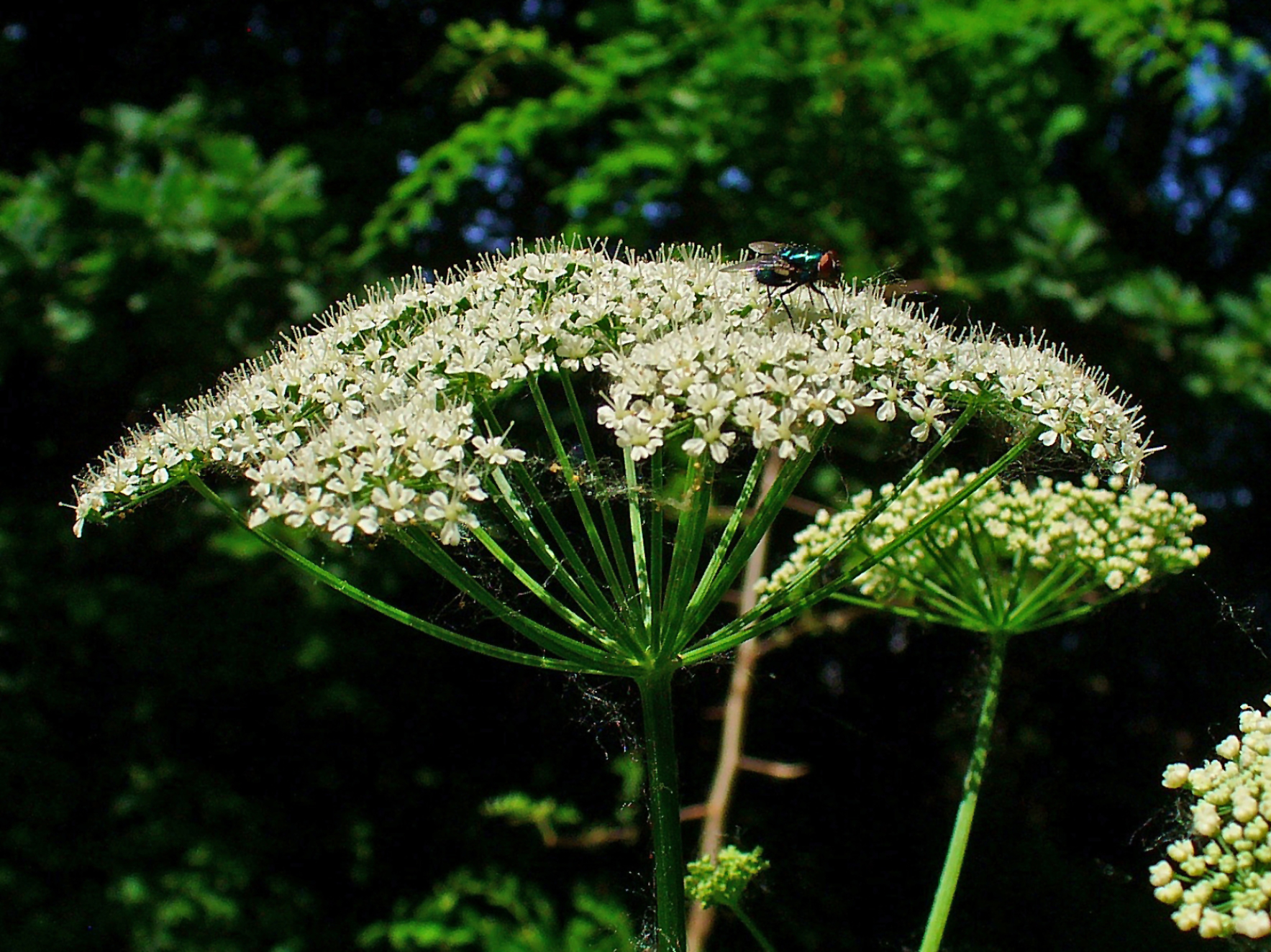
Doppeldoldiger Blütenstand

## Ökologie
Der Giersch ist ein Hemikryptophyt. Mit unterirdischen Ausläufern breiten sich einzelne Pflanzen binnen weniger Jahre über große Flächen aus. Vegetative Vermehrung ist vorherrschend, sie erfolgt durch die weithin und tief kriechenden, weißen, brüchigen, unterirdischen Ausläufer, die eine Mindestlänge von 20 Zentimetern und einen Durchmesser von 2 Millimetern erreichen. Er wurzelt bis 50 Zentimeter tief.
Die bodennahen Blätter überdauern in milden Wintern; der Giersch ist damit teilwintergrün.
Blütenökologisch handelt es sich um „Nektar führende Scheibenblumen vom Heracleum-Typ“. Spezielle Ausbreitungsmechanismen sind nicht bekannt; es findet aber unbeabsichtigte Ausbreitung durch den Menschen statt.
Der Giersch ist Wirtspflanze für den Rostpilz Puccinia aegopodii mit Telien. Der Pilz Protomyces macrosporus erzeugt Gallen an Blattstielen und -nerven.
Der Blattfloh Trioza flavipennis verursacht ebenfalls Pflanzengallen.

## Vorkommen

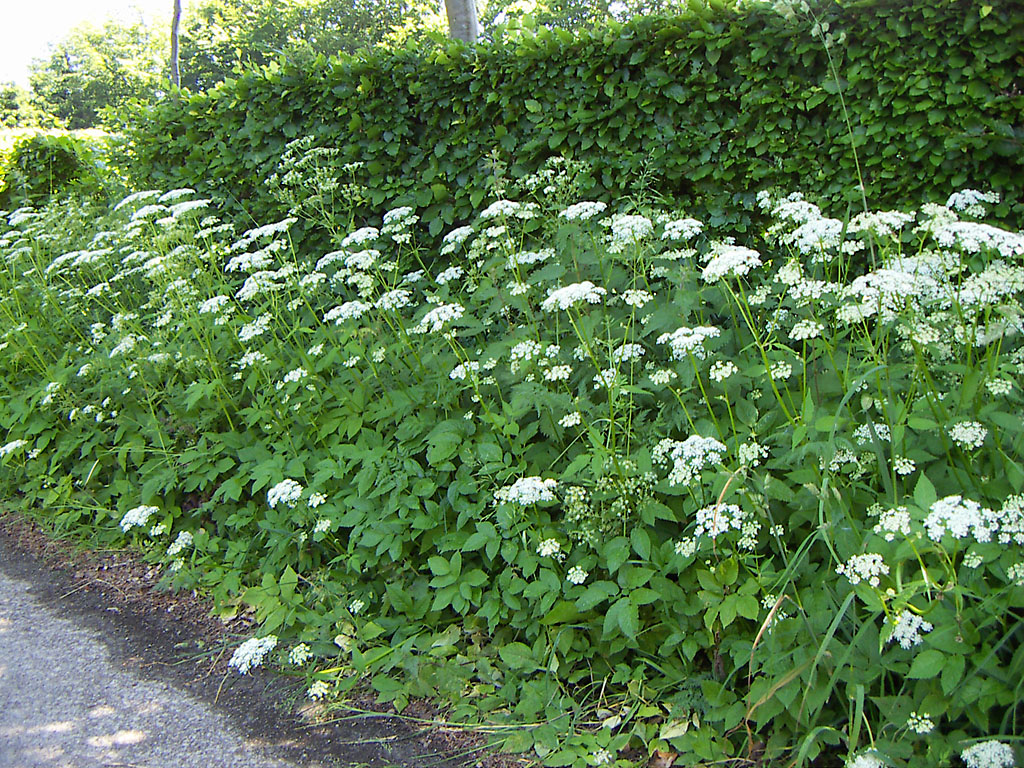
Giersch-Bestand am Wegesrand

Der Giersch ist in fast ganz Europa und den gemäßigt-kontinentalen Gebieten des eurasischen Laubwaldgürtels verbreitet. Sein Verbreitungsgebiet umfasst den größten Teil Europas, die Türkei, den Kaukasusraum, Kasachstan, Kirgisistan, Korea und Sibirien. In Europa fehlt er ursprünglich in Portugal, Sardinien, Sizilien, Norwegen, Island und Moldawien. In Island, Teilen Nordamerikas, Japan und Neuseeland ist er ein Neophyt.
Der Giersch gedeiht meist auf stickstoffreichen Böden und tritt häufig in Gärten, schattig-feuchten Gebüschen und Wäldern auf. Er gedeiht auf grundfrischen oder sickerfrischen, nährstoffreichen und basenreichen, lockeren, tiefgründigen, mild bis mäßig sauren, humosen Ton- und Lehmböden. Er ist pflanzensoziologisch eine schwache Charakterart des Urtico-Aegopodietum, kommt aber in Mitteleuropa auch in Pflanzengesellschaften des Convolvulion, Alno-Ulmion oder feuchter Querco-Fagetea vor.
Er steigt in den Allgäuer Alpen im Tiroler Teil im Höhenbachtal, nahe der Vorderen Schochenalpe, bis zu einer Höhenlage von 1360 Meter auf. Im Kanton Wallis erreicht er eine Höhenlage von 1850 Meter und im Tessin an der Cima di Gagnone 2100 Meter.
Die ökologischen Zeigerwerte nach Landolt et al. 2010 sind in der Schweiz: Feuchtezahl F = 3+ (feucht), Lichtzahl L = 2 (schattig), Reaktionszahl R = 3 (schwach sauer bis neutral), Temperaturzahl T = 3+ (unter-montan und ober-kollin), Nährstoffzahl N = 4 (nährstoffreich), Kontinentalitätszahl K = 3 (subozeanisch bis subkontinental).

## Verwendung
Im Mittelalter, aber auch in neuerer Zeit wurde Giersch als Gemüse wie auch als Heilpflanze angebaut.

### Verwendung als Heilpflanze
Der Giersch hat entzündungshemmende, antirheumatische, wundheilende, antimikrobielle, harntreibende, blutreinigende, stoffwechselanregende, verdauungsfördernde, antikanzerogene, schmerzlindernde und beruhigende Eigenschaften.
Der Trivialname Podagrakraut oder Zipperleinskraut weist darauf hin, dass Giersch als ein Mittel gegen Gicht galt. Weitere innerliche Anwendungsgebiete neben Gicht sind rheumatische Erkrankungen, Arthritis, Ischias, Nieren- und Blasenleiden und Darmstörungen. Äußerlich wird der Giersch in Form von Umschlägen oder Bädern zur Behandlung von Hämorrhoiden sowie zur Behandlung von Wunden und Mückenstichen genutzt.

### Verwendung als essbare Wildpflanze

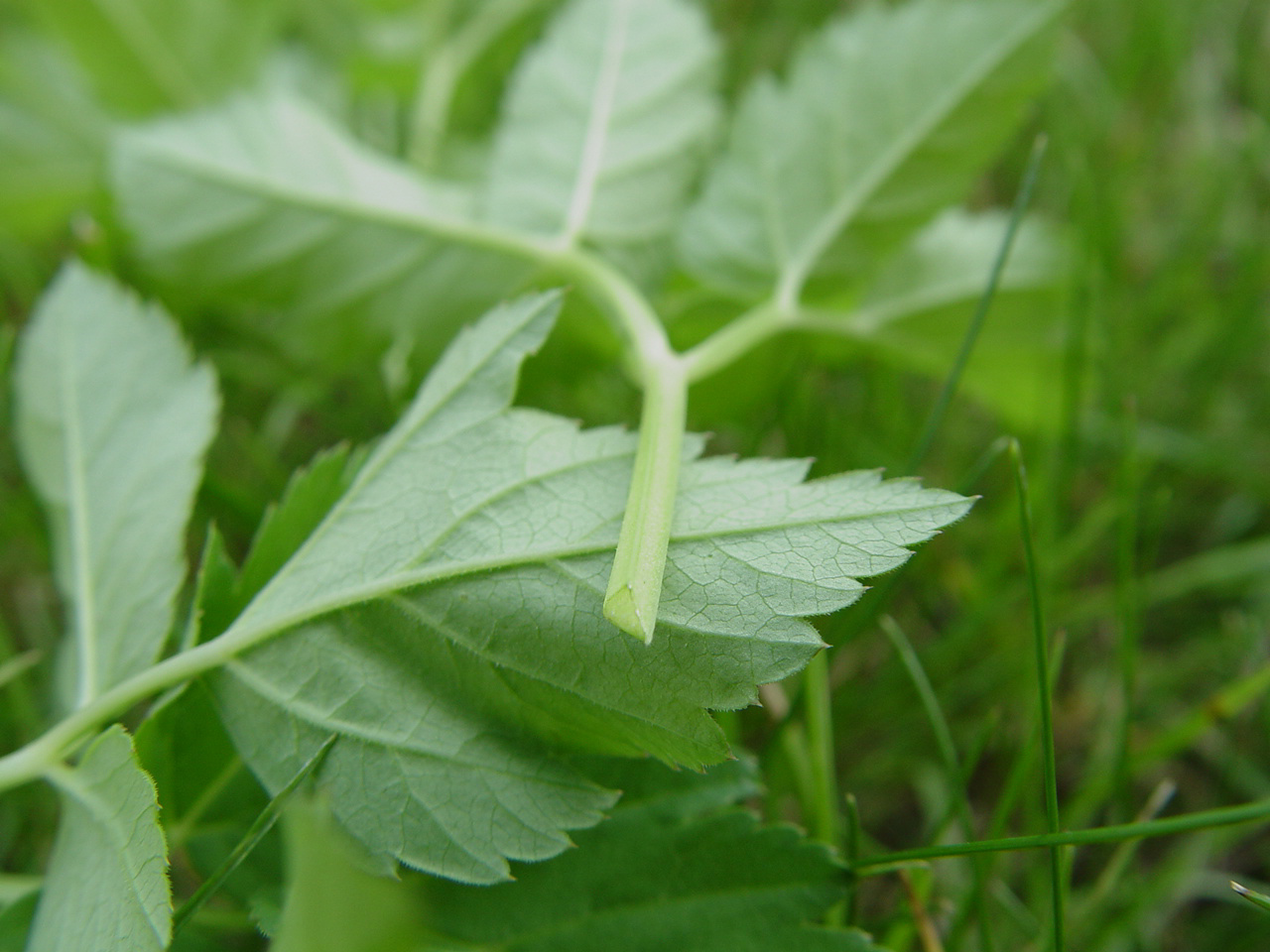
Im Gegensatz zu allen ungenießbaren, ähnlich aussehenden Pflanzen haben die Blätter des Giersch einen dreikantigen Stiel

Der Geschmack der zarten, blättrigen Pflanzenteile, der Stiele und Knospen des Gierschs gleicht einer Mischung aus Petersilie und Karotte. Die Blüten sind süßer und die Früchte schärfer im Geschmack.
Giersch kann als Salat oder Gemüse zubereitet werden. Als Salat eignen sich vor allem die jungen, zarten, kaum entfalteten Blätter, die ab März oder auch später im Jahr nach einem Rückschnitt erscheinen. Rohe Blätter können auch in Aufstriche und Suppen gegeben werden. Die Blätter eignen sich generell zur Zubereitung von Spinat, Bratlingen, Kräuter-/Gemüsesuppen, Eintopfgerichten, Gemüsefüllungen oder Gemüseaufläufen u. a. Der Geschmack der Blätter wird mit der Zeit immer kräftiger. Länger als die gesamten Blätter lassen sich die saftigen Blattstiele und die jungen Blütensprosse zur Zubereitung von Gemüsegerichten nutzen. Ältere Blätter können auch zur Zubereitung von Tee genutzt werden. Die Blüten kann man von Juni bis August als essbare Dekoration verwenden.
Die jungen, grünen Blätter enthalten (je 100 g) etwa: 200 mg Vitamin C, 5 mg Carotin, 130 mg Calcium, 5 mg Magnesium, 3 mg Eisen und 2 mg Kupfer.
Beim Sammeln des Gierschs ist eine Verwechslung mit ungenießbaren und giftigen Doldenblütlern wie Hundspetersilie, Wasserschierling, Geflecktem Schierling oder Breitblättrigem Merk zu vermeiden. Der Giersch lässt sich von diesen ungenießbaren und giftigen Arten u. a. gut durch seine dreikantigen Blattstiele unterscheiden, wobei eine Kante abgerundet und die gegenüberliegende Seite konkav eingezogen ist.
Da Giersch im Gegensatz zu den meisten Gemüsesorten über viele Monate zur Verfügung steht und nur geringe Ansprüche an Boden, Wasser und Lichtversorgung stellt, sicherte er beispielsweise während der Weltkriege vielen Menschen die Vitaminzufuhr.

## Als Zierpflanze
Es werden panaschierte Sorten angeboten, die dadurch auch weniger wüchsig sind.

## Inhaltsstoffe
Inhaltsstoffe sind:
- Polyacetylene (Polyine): Falcarindiol[25][26]
- ätherisches Öl:[27] u. a. α-Pinen, β-Pinen, Limonen, γ-Terpinen, und die Sesquiterpene Germacren D und E-α-bergamoten.
- Hydroxyzimtsäuren
- Cumarine
- Flavonoide
- Carotinoide

## Bekämpfung
Giersch ist schwer bekämpfbar. Auch wenn die Wurzeln gehackt werden, regeneriert sich die Pflanze meist schnell. Herkömmliche, für Haus- und Kleingärten zugelassene Herbizide sind gegen Giersch weitgehend wirkungslos, da sie nicht das gesamte Wurzelwerk vernichten. Auch Glyphosat vernichtet Giersch nicht vollständig. Nach etwa zwei Jahren Abdeckung sind die Pflanzen abgestorben – nicht jedoch die Samen.
Giersch kann durch jahrelange regelmäßige Entfernung der Blätter so geschwächt werden, bis er abstirbt. Eine etwas schnellere giftfreie Unterdrückung ist jedoch für den Haus- und Kleingarten möglich. Hierzu hackt man den Giersch mitsamt den Wurzeln heraus und setzt danach Kartoffeln auf das Beet. Kartoffeln können den Giersch unterdrücken, da sie schneller wachsen und ihm Licht und Nährstoffe nehmen. Wenn man dann beim Kartoffelnernten weitere Gierschwurzeln herausnimmt und die Kartoffelbeete im Garten jährlich rotieren lässt, hat man bald den gesamten Garten gierschfrei.
Im Handel sind Wachstumsregulatoren auf der Basis von Maleinsäurehydrazid und Pelargonsäure, die speziell zur Bekämpfung von Giersch angeboten werden.

## Namenskunde

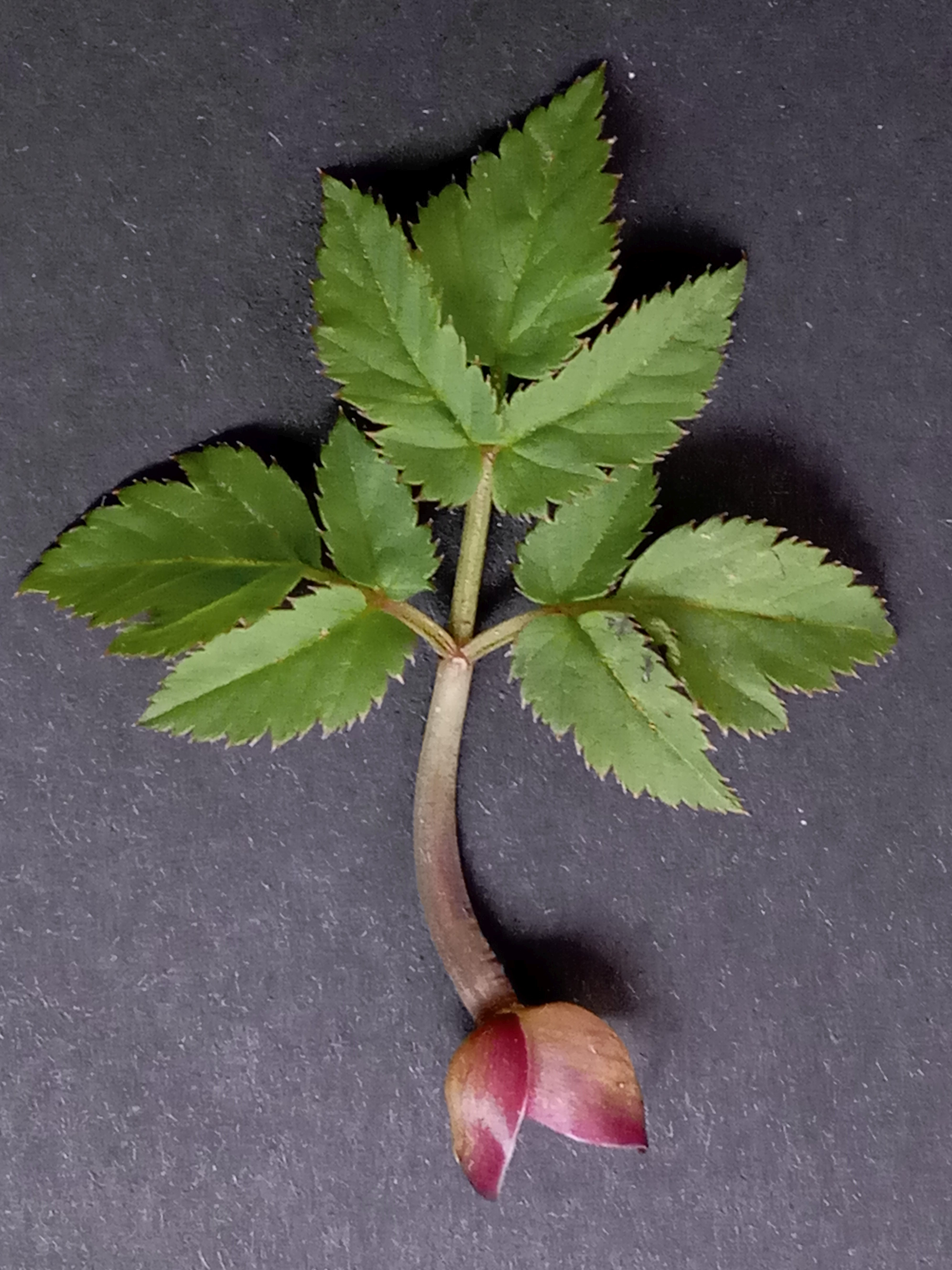
Junges, abgebrochenes Blatt mit Stängel und den noch damit verbundenen Niederblättern der Erneuerungsknospen des Rhizoms, die an einen Ziegenfuß mit Klauen erinnern.

Der botanische Gattungsname Aegopodium leitet sich ab von griechisch αἰγοπόδης aigopódēs „ziegenfüßig“ (von αἴξ aix [Gen. αἰγός aigós] „Ziege“ und πούς pous [Gen. ποδός podós] „Fuß“). Oft ist zu lesen, dass sich dieser Name auf die Gestalt der Blätter beziehe, die an einen Ziegenfuß erinnern würden.
Die Gestalt der Blätter an sich erinnert aber kaum an einen Ziegenfuß. Viel wahrscheinlicher ist es jedoch, dass der Name sich von dem Blattstängel mit den, manchmal noch nach dem Abreißen des Blattes, verbundenen Hüllblättern der Erneuerungsknospen des Rhizoms ableitet, die doch sehr an einen Ziegenfuß mit Klauen erinnern.
Das Artepitheton podagraria weist darauf hin, dass diese Pflanzenart seit Jahrhunderten in der Volksmedizin zur Linderung der Schmerzen bei Rheumatismus und Gicht (Podagra) Verwendung fand.
Trivialnamen für den Giersch sind Dreiblatt, Geißfuß, Ziegenkraut, Schettele, Zaungiersch, Baumtropf. Weil die Blätter dem Hollerbusch (Holunder) ähneln, wird er auch Wiesenholler genannt.
Regional sind folgende Bezeichnungen gebräuchlich: Ackerholler (Kärnten), Erdholler oder Wilder Holler (Steiermark, Nordbaden), Angelken (Norddithmarschen), Bomkraut (hochdeutsch Baumkraut; von den starken Verwurzlungen), Oberschwäbische Alb, Baumtropfe (Aargau, Bern, Zürich), Baumtröpfli (Aargau, Bern, Zürich), Cheeßeln [(ch wie in ich) Uslar, Ostfalen], Dreifuss (Daun, Eifel), Kleine wilde Engelwurz, Fearkenfaite (in der Bedeutung von „Ferkelfüsse“) (Iserlohn), Gäse (Grafschaft Mark), Gese (Grafschaft Mark), Garta (Iborig, St. Gallen), Geersch (Pommern), Geerseln (Unterweser), Geesche (Braunschweig), Geesel (Unterweser), Geßel, Geeßel (Kreis Lippe), Geeske (Ostfriesland), Geesekohl (Hümmling), Geisfüssel, Geisfuss, Gere (Berg), Gerhardskraut, Gerisch (Mark Brandenburg), Gersse, Gerzel (Altmark), Gesch (Mecklenburg), Geseln (Göttingen), Gezeln (Göttingen), Geszenkielm (Marsburg), Gierisch (Schlesien), Giers (Mecklenburg), Gierts (Mecklenburg), Giersa, Gierschke, Giersick, Giersig (Schlesien), Giesseln (Unterweser), Girsch (Ulm), Girschke, Gösch (Lübeck, Mecklenburg), Griessbart (Schlesien), Gurisch (Leipzig), Gysch, Härsch (Ostfriesland), Hasenschätteln (Memmingen), Hasenscherteln (Augsburg), Heerke (Unterweser), Heersch (Dithmarschen, Oldenburg), Herske (Ostfriesland), Hinfuss (Ulm), Hinlauf, Hirs (Mecklenburg), Jesche (Fallersleben), Jessel, Jorisquek (Hamburg), Jörsquek (Holstein), Jörs (Holstein, Lübeck), Jösk (Mecklenburg), Jürs (Mecklenburg), Kaninchenfutter oder Karnickelfutter (Erfurter Umgebung), Krafues (Kärnten), Krahhaxen (Steiermark), Maienkraut (Bern), Negenstärke, Nebensterke, Podagramskraut, Rutzitzke (Niederlausitz), Schnäggachrut (St. Gallen), Strenzel, Wasserkraut (Kärnten), Wetscherlewetsch, Witscherlenwertsch (Ulm), Wuchchrut (Appenzell, Oberrheintal), Wuttscherch (Oberlausitz), Wilde Angelika (Ulm), Ziegenkraut (Leipzig), Zipperleinskraut, Zipperlikraut (Bern).

## Trivia
Der Lyriker und Leipziger Buchpreisträger von 2015 Jan Wagner widmete in den Regentonnenvariationen dem Giersch ein Gedicht.

## Weitere Illustrationen

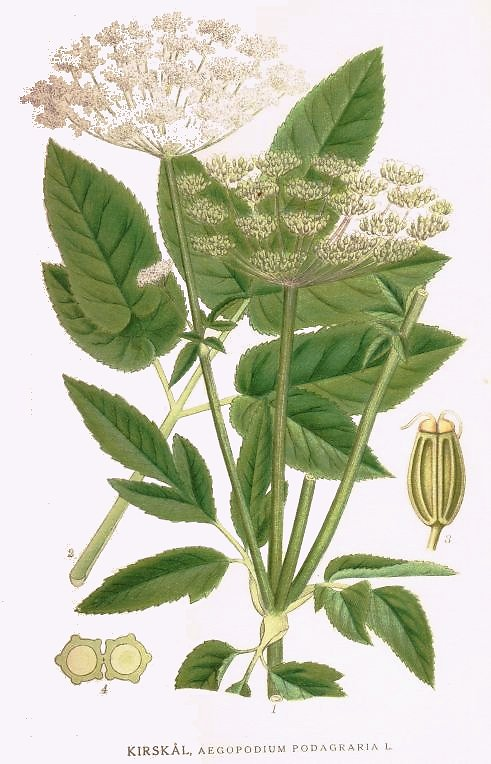
Illustration aus Bilder ur Nordens Flora
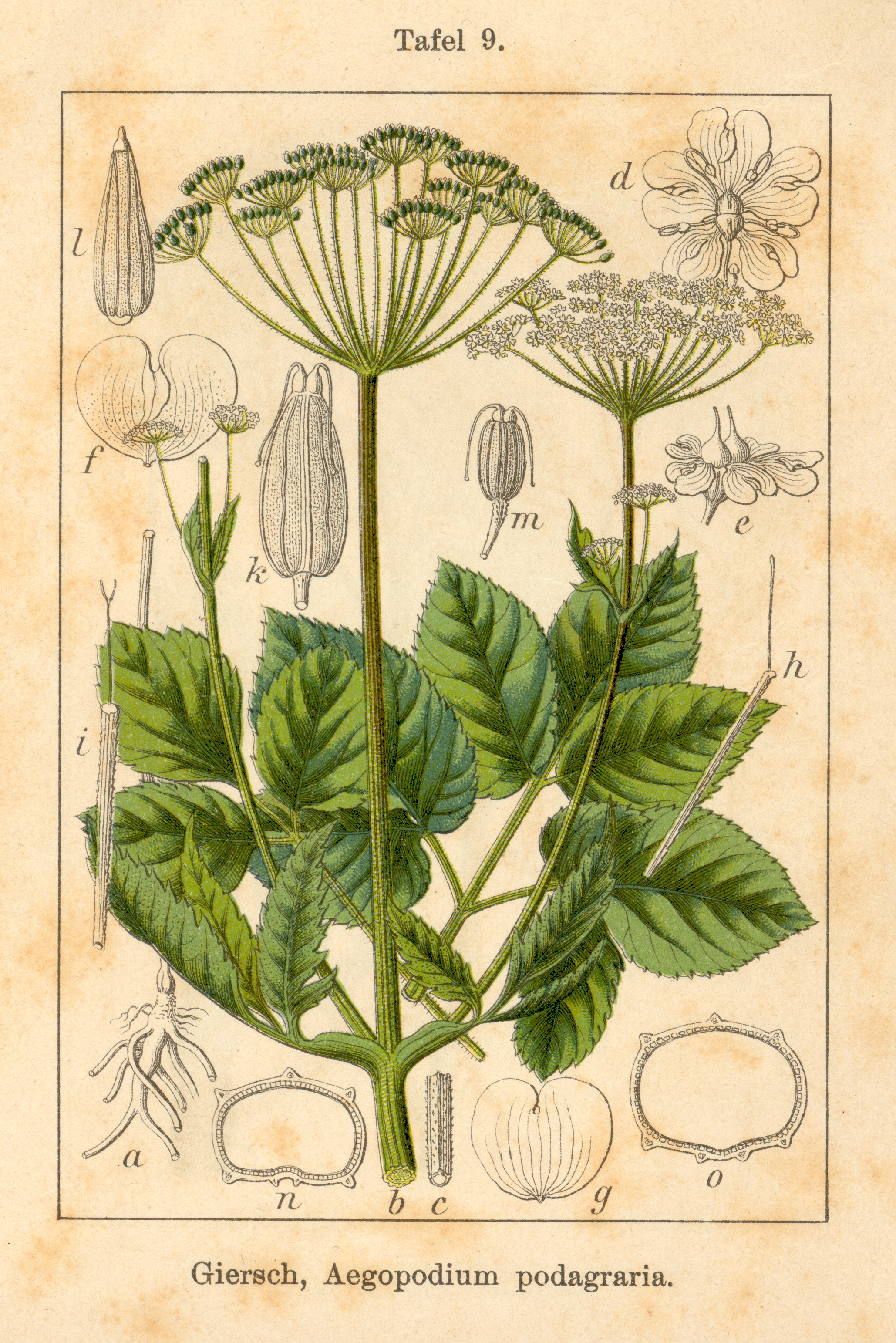
Illustration von Jacob Sturm
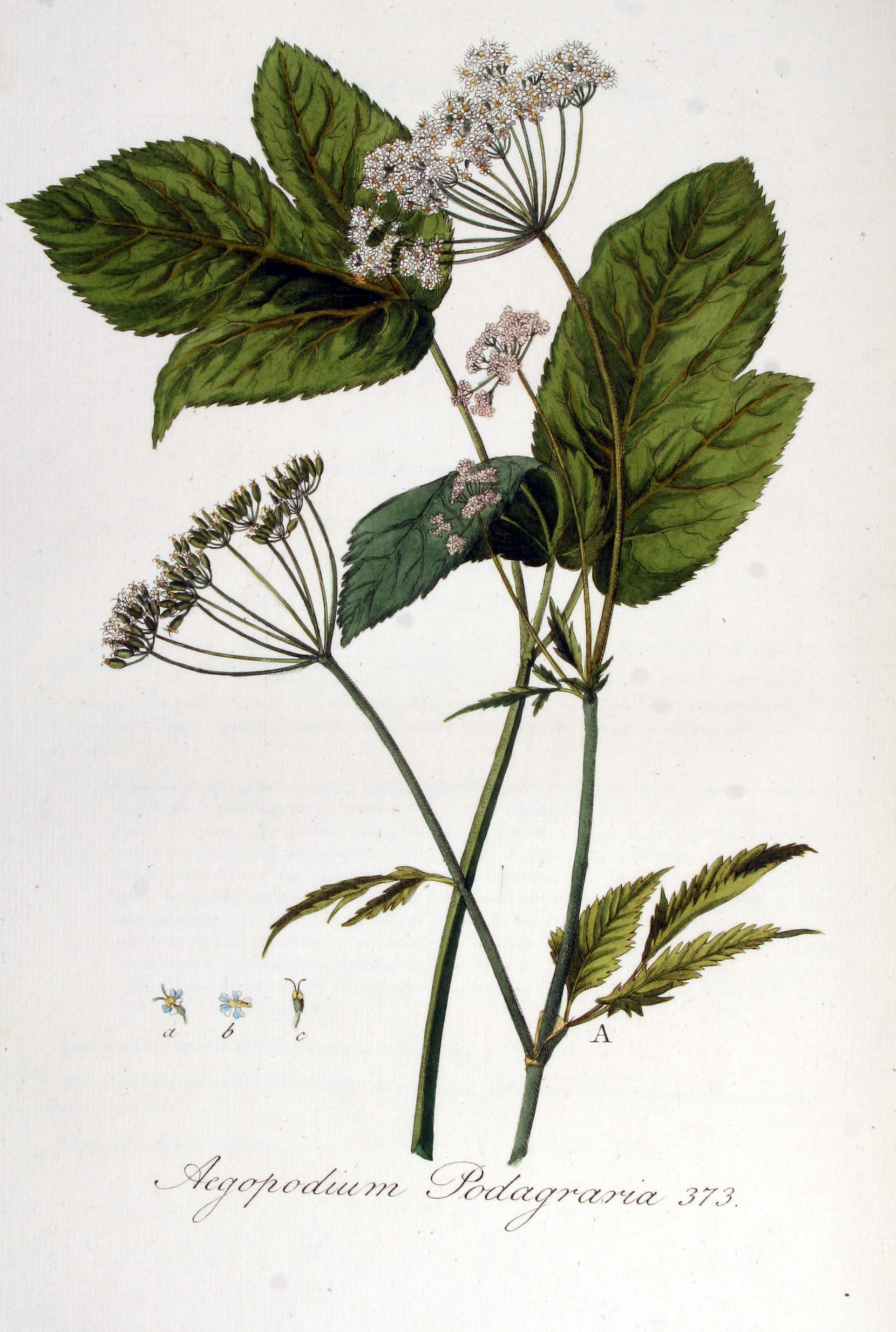
Illustration aus der Flora Batava
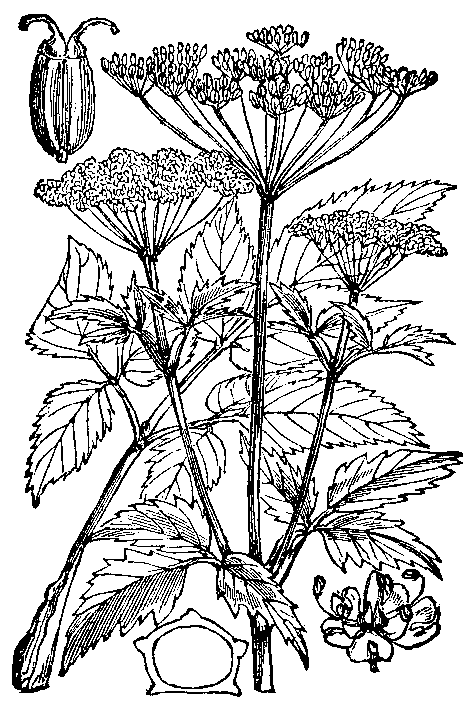
Illustration von Martin Cilenšek